# Ostoja Przemyska
Ostoja Przemyska (PLH180012) – projektowany specjalny obszar ochrony siedlisk, aktualnie obszar mający znaczenie dla Wspólnoty, położony na Pogórzu Przemyskim i Pogórzu Dynowskim, o powierzchni 39 656,77 ha.

## Typy siedlisk przyrodniczych
W obszarze występuje 10 typów siedlisk z załącznika I dyrektywy siedliskowej, m.in.:
- żyzna buczyna karpacka
- kwaśna buczyna górska
- grąd
- jaworzyna z języcznikiem zwyczajnym
- las łęgowy
- łąki świeże
- murawy kserotermiczne

## Fauna
Występuje tu 30 gatunków z załącznika II:
- wilk Canis lupus
- ryś Lynx lynx
- niedźwiedź brunatny Ursus arctos
- bóbr Castor fiber
- wydra Lutra lutra
- mopek zachodni Barbastella barbastellus
- nocek duży Myotis myotis
- traszka grzebieniasta Triturus cristatus
- traszka górska Mesotriton alpestris
- kumak górski Bombina variegata
- brzana peloponeska Barbus peloponnesius
- głowacz białopłetwy Cottus gobio
- kiełb Kesslera Gobio kessleri
- minóg strumieniowy Lampetra planeri
- różanka pospolita Rhodeus sericeus amarus
- skójka gruboskorupowa Unio crassus
- jelonek rogacz Lucanus cervus
- pachnica dębowa Osmoderma eremita
- zgniotek cynobrowy Cucujus cinnaberinus
- kozioróg dębosz Cerambyx cerdo
- ponurek Schneidera Boros schneideri
- biegacz Zawadzkiego Carabus zawadzkii
- zagłębek bruzdkowany Rhysodes sulcatus
- nadobnica alpejska Rozalia alpina
- biegacz gruzełkowaty Carabus variolosus
- czerwończyk nieparek Lycaena dispar
- modraszek nausitous Phengaris nausithous
- krasopani hera Callimorpha quadripunctaria
- barczatka kataks Eriogaster catax
- szlaczkoń szafraniec Colias myrmidone

## Inne formy ochrony przyrody
89,16% powierzchni obszaru leży w granicach Parku Krajobrazowego Pogórza Przemyskiego, a 10,68% w granicach Przemysko-Dynowskiego Obszaru Chronionego Krajobrazu.
Na terenie obszaru znajduje się 8 rezerwatów przyrody: Brzoza Czarna w Reczpolu, Kalwaria Pacławska, Kopystanka, Krępak, Leoncina, Przełom Hołubli, Reberce i Turnica.